# Backgammon
El backgammon es un juego de mesa para dos jugadores que une el azar con conocimientos estratégicos.[cita requerida] El objetivo es conseguir sacar fichas del tablero antes que el jugador rival. Actualmente está extendido en prácticamente todo el mundo. En España este juego de mesa es conocido popularmente como tablas reales, chaquete o chanchullo.

## Historia

### Mesopotamia y Oriente Medio
La historia del backgammon se remonta a casi 5000 años a sus orígenes en Mesopotamia (actual Irak), al juego de dados más antiguo del mundo relacionado con el que se descubrió en la región. El Juego real de Ur del 2600 a. C. también puede ser un antepasado o un punto intermedio de los juegos de mesa modernos, como el backgammon. Usó dados tetraédricos. Se han encontrado varios otros juegos de mesa que abarcan desde los siglos X a. C. al VII a. C. en todo Irak, Siria, Egipto y el oeste de Irán en la actualidad. En el Medio Oriente moderno, el backgammon es una característica común en cafeterías. Hoy en día, el juego en varias formas se sigue practicando comúnmente en Irak, Líbano, Egipto, Siria, Jordania y en todo el mundo árabe.
En el Levante árabe moderno e Irak, el juego se llama comúnmente tawle, que significa mesa. Esto puede representar un origen de nombre compartido con la variante romana o bizantina del juego. También es comúnmente conocido como shesh besh (shesh significa seis en persa, y besh significa cinco en turco), entre los hablantes de árabe, kurdo, persa y turco. La expresión shesh besh se usa habitualmente para referirse a cuando un jugador obtiene un 5 y un 6 al mismo tiempo en los dados.

### Persia
Un juego más antiguo que se parece al backgammon también puede haberse jugado en la parte más oriental de la meseta iraní prehistórica, lejos de Mesopotamia. En el yacimiento arqueológico de Shahr-i Sokhta, la "ciudad quemada", de 4400 años de antigüedad, se encontró un tablero de ébano junto con artefactos que incluyen dos dados y 60 fichas, con los tableros de juego representados por los anillos de una serpiente. Las reglas de este, como otros que se encuentran en Egipto, aún no se han descifrado. Sin embargo, está hecho de ébano, un material que es más probable que se encuentre en el subcontinente indio, lo que indica que estos juegos de mesa pudieron estar más extendidos de lo que se pensaba.
En el Shāhnāmé del siglo XI, el poeta persa Ferdousí atribuye a Burzoe la invención del nardo en el siglo VI. Describe un encuentro entre Burzoe y un rajá de visita de la India. El rajá presenta el ajedrez y Burzoe demuestra el nardo, jugado con dados hechos de marfil y teca. En la actualidad, nardo es el nombre de la versión persa del backgammon, que tiene diferentes posiciones y objetivos iniciales. H. J. R. Murray detalla muchas versiones de backgammon; el nardo moderno se muestra como lo mismo que el backgammon y tal vez se remonta al año 300-500, en el Talmud de Babilonia, aunque otros creen que el Talmud hace referencia al juego de carreras griego kubeia.
El iranólogo Touraj Daryaee, presidente de estudios persas de la U.C. Irvine, en la primera mención escrita de variantes anteriores del backgammon, escribe:

El juego de backgammon se menciona por primera vez en Vairagyasataka de Bhartrhari (p. 39), compuesto alrededor de finales del siglo VI o principios del VII. El uso de dados para el juego es otra indicación de su origen índico, ya que los dados y los juegos de azar eran un pasatiempo popular en dicha región. Sin embargo, las reglas del juego aparecieron por primera vez en el texto en persa medio Wızarisnı Catrang ud Nihisnı New Ardaxsır (Explicación del ajedrez y la invención del backgammon), compuesto en el siglo VI durante el reinado del rey sasánida Cosroes I (530-571). El texto asigna su invención al sabio persa Burzoe, quien fue el ministro del rey Cosroes I. Según la leyenda histórica, el rey indio Dewisarm envía a su ministro Taxritos a Persia con el juego de ajedrez, y un carta desafiando al rey a resolver el acertijo o la razón fundamental del juego. Cosroes pide tres días para descifrar el juego, pero inicialmente nadie en la cancha puede hacer ningún progreso. Al tercer día, el ministro de Cosroes, Wuzurgmihr, se levanta con éxito y explica la lógica del juego. Como desafío recíproco, Wuzurgmihr construye el juego de backgammon y se lo entrega al rey indio, que no puede descifrar el juego.

### Imperios Romano y Bizantino

Un juego de τάβλη en el cual participó el emperador bizantino Zenón en 480 y grabado por Agatías c. 530 debido a un lanzamiento de dados muy desafortunado para Zenón (rojo), ya que lanzó 2, 5 y 6 y se vio obligado a dejar ocho piezas solas.

Tάβλι (tavli) que significa "mesa" o "tablero" en griego bizantino, es el juego más antiguo con reglas conocidas por ser casi idénticas al backgammon. Se describe en un epigrama del emperador bizantino Zenón (476-491 d. C). El tablero era el mismo, con 24 puntos, 12 de cada lado. Como hoy, cada jugador tenía 15 fichas y usaba dados cúbicos con lados numerados del uno al seis. El objetivo del juego, ser el primero en llevarse todas las fichas, también era el mismo. Golpear una mancha, volver a ingresar una pieza de la barra y quitar todo siguió las reglas modernas. Las únicas diferencias con el backgammon moderno eran el uso de un dado extra (tres en lugar de dos) y el inicio de todas las piezas fuera del tablero (entrando de la misma manera que las piezas de la barra entran en el backgammon moderno). El nombre τάβλη todavía se usa para el backgammon en Grecia, donde se juega con frecuencia. El epigrama de Zenón describe una tirada de dados particularmente mala que tuvo el emperador para su puesto. Zenón, que era blanco, tenía una pila de siete fichas, tres pilas de dos fichas y dos "blots", fichas que están solas en un punto y por lo tanto corren el riesgo de ser puestas fuera del tablero por una ficha oponente entrante. Zenón lanzó los tres dados con los que se jugó la partida y obtuvo 2, 5 y 6. Como en el backgammon, Zenón no pudo moverse a un espacio ocupado por dos piezas oponentes (negras). Las fichas blancas y negras estaban tan distribuidas en los puntos que la única forma de usar los tres resultados, como lo requieren las reglas del juego, era dividir las tres pilas de dos fichas en manchas, exponiéndolas y arruinando el juego para el emperador.
Se cree que el τάβλη de la época de Zenón es un descendiente directo del anterior Ludus duodecim scriptorum romano (juego de doce líneas) con la fila de puntos central del tablero eliminada, y solo quedan las dos filas externas. Ludus duodecim scriptorum usó un tablero con tres filas de 12 puntos cada una, y los dos jugadores movían las 15 fichas en direcciones opuestas a lo largo de tres filas de acuerdo con el lanzamiento de los tres dados cúbicos. Se ha conservado poco texto específico sobre el modo de juego de este; puede haber estado relacionado con el antiguo juego de dados de la antigua Grecia, Kubeia. La primera mención conocida del juego se encuentra en el Arte de amar de Ovidio, escrito entre el 1 a. C. y el 8 d. C. En la época romana, este juego también se conocía como alea, y una historia latina probablemente apócrifa relacionaba este nombre y el juego con un soldado troyano llamado Alea.

### Europa occidental

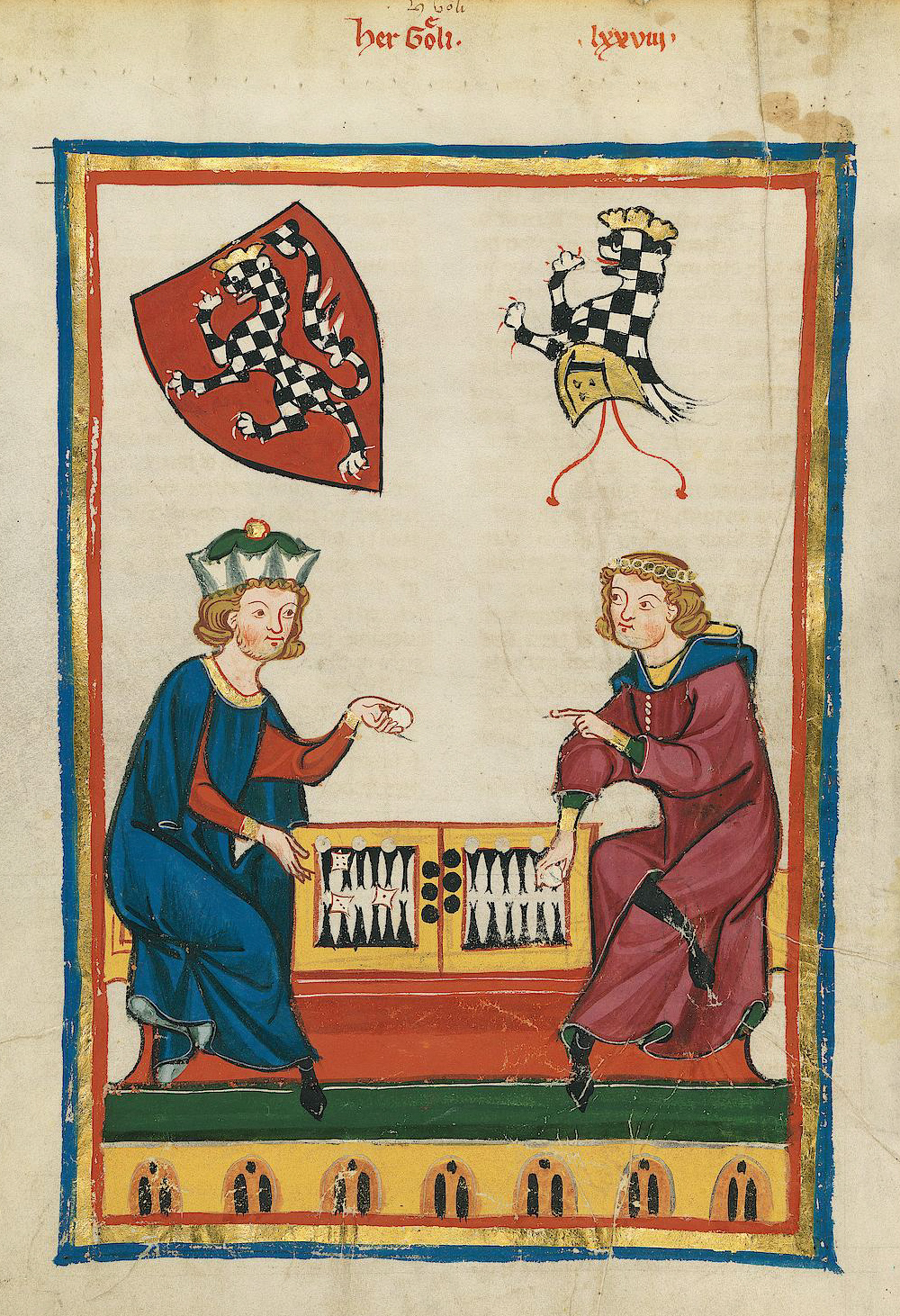
Herr Goeli, del Codex Manesse (siglo).

Los juegos de mesa, predecesores del backgammon moderno, aparecieron por primera vez en Francia durante el siglo XI y se convirtieron en el pasatiempo favorito de los jugadores. En 1254, Luis IX emitió un decreto que prohibía jugar a los oficiales de la corte y a los súbditos. Los juegos de mesa se extendieron en Alemania en el siglo XII y habían llegado a Islandia en el siglo XIII. En España, el manuscrito de  Alfonso X, el Libro de los juegos, terminado en 1283, describe las reglas para varios dados y juegos de mesa, además de una extensa discusión sobre el ajedrez. En el siglo XVII, los juegos de mesa se habían extendido a Suecia. Se recuperaron una tabla de madera y damas de los restos del Vasa entre las pertenencias de los oficiales del barco. El backgammon aparece ampliamente en las pinturas de este período, principalmente en las de pintores holandeses y alemanes, como Van Ostade, Jan Steen, El Bosco y Bruegel. Algunas obras de arte que sobreviven son Jugadores de cartas de Caravaggio (el tablero de backgammon está en la parte inferior izquierda) y El triunfo de la Muerte de Pieter Brueghel el Viejo (el tablero de backgammon se aprecia en la parte inferior derecha).

## Reglas

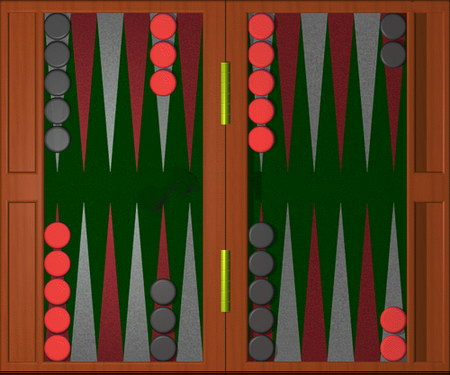
Posición inicial de las fichas. Las rojas se mueven en el sentido de las manecillas del reloj.

El backgammon es un juego de azar de reglas sencillas con profundos elementos estratégicos. Aprender lleva poco tiempo, aunque en ocasiones se dan situaciones difíciles que requieren una cuidadosa interpretación de las reglas. La duración de cada juego es corta. Cuando no se juega por dinero (apuestas), se juega por rondas o partidas; por ejemplo, gana el primero en obtener cinco puntos.
El objetivo de este juego consiste en liberar tus fichas antes que el oponente, evitando dejar fichas desamparadas. Para liberar tus fichas del tablero, en el caso de las negras, se debe hacer avanzar las piezas hacia el cuadrante inferior derecho (las piezas se mueven hacia la izquierda en la parte superior y prosiguen de izquierda a derecha en la parte inferior). Típicamente, en una pantalla gráfica, la mitad inferior del tablero es el tablero propio. Los cuadrantes interiores son los situados a la derecha; las piezas se comienzan a liberar una vez todas nuestras piezas están en nuestro cuadrante inferior derecho.
Cada lado del tablero tiene doce casillas adyacentes, formadas por triángulos alargados. Las casillas o puntos están conectadas imaginariamente unas con otras, formando una cadena de veinticuatro triángulos alargados (6×4). Los triángulos son de colores alternos y están agrupados en cuatro cuadrantes de seis triángulos cada uno. Los cuadrantes son exteriores o interiores para cada jugador. Los cuadrantes exteriores y los interiores están separados por una barra.
Una partida de backgammon consta de dos fases: la fase de contacto, cuando las fichas más atrasadas de los jugadores aún pueden ser capturadas, y la fase de carrera, en la cual las fichas de los jugadores ya no pueden ser capturadas y el poder retirar las fichas solo depende del valor de los dados.
Los puntos están numerados del uno al veinticuatro, y las fichas siempre se mueven de los puntos con la numeración más alta hacia los de más baja. Los dos jugadores mueven sus fichas en direcciones opuestas, así que el punto 1 para un jugador es el punto 24 para el otro.
La numeración sería la siguiente:
```
13 14 15 16 17 18   19 20 21 22 23 24

12 11 10  9  8  7    6  5  4  3  2  1

```

Sin embargo, algunos juegos mantienen la numeración de los puntos desde la perspectiva de un jugador.
Cada jugador comienza con dos fichas en su punto 24, tres fichas en su punto 8, cinco fichas en su punto 6 y otras cinco fichas en su punto 13. Las fichas de los jugadores son de distinto color, uno oscuro y el otro claro.
Cada jugador tiene su propio par de dados y un dado compartido. Este dado sirve para el doblado, con los números 2, 4, 8, 16, 32 y 64, y guarda el valor final de la partida.
El juego comienza con una tirada de dados para decidir quién comienza el juego: el que obtenga mayor puntuación. Posteriormente, el jugador que tiene el turno tira los dados y mueve las fichas según las siguientes reglas:
- Si la puntuación de los dados es "A" y "B", el jugador puede mover una pieza "A" posiciones, y otra pieza -que puede ser la misma-, "B" posiciones. Para mover una pieza "A"+"B" posiciones, la posición resultante de sumar "A" debe no estar bloqueada, es decir, se consideran dos movimientos individuales y se aplican las demás reglas a cada movimiento.

- No se puede mover una ficha a una posición bloqueada, es decir, donde se encuentran dos o más fichas contrarias. Si solo existe una ficha contraria, la ficha es "capturada" y se coloca en la barra vertical.

- El jugador contrario cuya ficha ha sido capturada está obligado a introducir esta ficha de nuevo en el tablero de juego en la primera ocasión posible, la posición de entrada corresponde al valor obtenido en uno de los dados y, si no es posible (porque la posición de entrada esté bloqueada), pierde el turno.

Por lo tanto, en general intentaremos tener dos o más piezas propias en cada posición, para evitar que sean capturadas.
Cuando el jugador contrario capture una de tus fichas, el objetivo primordial del jugador en turno es introducir esa ficha nuevamente al tablero. Únicamente podrá entrar en las casillas que estén desocupadas. Es decir, si al tirar los dados el resultado es 6 y 4, solamente se podrá entrar en las casillas respectivas; de otro modo, se perderá el turno. Cuando no existen espacios vacíos, el oponente está obligado a desocupar una casilla, pues de otra manera su oponente quedaría fuera de acción.
Una vez todas nuestras piezas están en el cuadrante inferior derecho, se van liberando conforme las jugadas de dados permitan a las piezas «salir» del tablero, no siendo necesario sacar el número justo: se puede quitar una pieza que esté a una posición del final con cualquier tirada de dados.
El jugador que libera antes todas sus piezas gana la partida y obtiene un punto. Si el contrario no ha liberado ninguna pieza, se obtiene un punto adicional (gammon) y si el contrario aún tiene piezas en nuestro tablero, se obtiene otro punto adicional (backgammon).

### Reglas optativas
Las siguientes reglas son de uso común, pero no se aplican si los dos jugadores no están de acuerdo. 
1. Doblaje automático.- Si los dos jugadores tiran números iguales en la primera tirada de dados, se doblan las apuestas de forma automática. El dado de Doblaje se pone en 2 y sigue quedando al medio. Los jugadores por lo general acuerdan que haya solo un doblaje automático por juego.
2. Ambición.- Cuando un jugador es doblado puede, inmediatamente, redoblar. El doblador original tiene la opción de aceptar o rechazar el redoble como si se tratase de un redoble normal.
3. La Regla Jacoby.- Gammons y Backgammons se cuentan como un solo juego si no se realizaron doblajes. Esta regla acelera el juego ya que elimina situaciones donde los jugadores doblan, y se juega solo por el Gammon.

### Irregularidades
1. Los dados deben ser tirados conjuntamente sobre el tablero. El jugador deberá tirar nuevamente ambos dados si uno o ambos caen fuera del  tablero, cae sobre una ficha o no queda completamente derecho.
2. Un turno se completa cuando el jugador recoge sus dados. Si la jugada está incompleta o es ilegal, el oponente tiene la opción de aceptar la jugada o pedir al jugador que la realice correctamente. Una jugada se da por aceptada cuando el oponente toma tira sus dados o realiza un doblaje o redoble como muestra de comienzo de su turno.
3. Si un jugador tira sus dados antes de que su oponente termine su turno, ese tiro se considera nulo.

## Estrategias del backgammon
Jugar en nuestro tablero: consiste en hacer el mayor número de puntos en nuestro tablero, de esta forma se complica la salida de nuestro oponente y si podemos atacarle una ficha tendrá más dificultades para regresar al juego.
Combinación: combina la creación y el escape o, en otras palabras, la construcción de nuestro tablero teniendo en mente los dos corredores del tablero interno del contrario. 
Juego arriesgado: se asumen riesgos exponiendo blots, para crear posiciones ventajosas o tentar al oponente para que nos ataque. Al contrario que el juego seguro, los riesgos pueden llevar a la victoria, pero también pueden derivar en una derrota.
Riesgo seguro: proteger los blots exponiendo otros que tienten al oponente. 
Escape: se centra en escapar lo más pronto posible nuestras back checkers llamadas así en inglés, que son las 2 fichas que se encuentran en el punto 1. Existen dos lanzamientos que nos lo permitirán: 6-5 y 6-6. Cualquier otra combinación dejara expuestas nuestras fichas. 
Juego de retaguardia: crear numerosas anclas en el tablero interno del oponente, evitando así que pueda rescatar sus fichas y forzándolo a exponerlas al ataque. 
Juego seguro: se centra en dejar el menor número de blots posible. Esta estrategia sugiere la creación del mayor número de picos del tablero como sea posible, evitando que el contrincante ataque nuestras fichas. Sin embargo, esta estrategia no siempre es ventajosa, ya que no nos crea oportunidades de ganar la partida, que sí son aprovechadas por el oponente. Debemos tener en cuenta que una partida larga y agotadora conlleva sus riesgos y la suerte juega un importante papel, un lanzamiento doble alto puede permitir al contrincante escapar de nuestro juego.
La elección de la mejor estrategia cambia dependiendo de los movimientos del oponente.

## El dado de apuestas

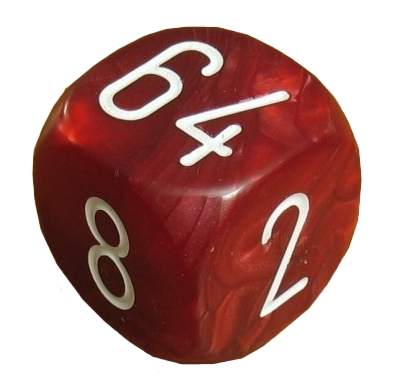
Dado de apuestas.

El backgammon se juega por una apuesta acordada (o un número de puntos en los juegos de torneo). Durante el transcurso de la partida, un jugador que crea tener la ventaja suficiente puede proponer duplicar sus apuestas. Solo podrá hacerlo al llegar su turno y antes de tirar los dados. Un jugador al que se le ofrezca doblar, puede rechazarlo, pero en ese caso dará por perdida la partida y pagará la apuesta original. La alternativa es aceptar el doble y seguir jugando por la nueva apuesta más alta. Un jugador que acepta un doble se convierte en el propietario del dado y solo él podrá realizar el siguiente doble. Los dobles subsiguientes en una misma partida se llaman redobles. Si un jugador rechaza un redoble, deberá pagar la apuesta que estaba en juego antes del redoble. Si no lo rechaza, se convertirá en el nuevo propietario del dado y el juego continuará con una apuesta doble a la anterior. Los redobles pueden aumentar la apuesta original hasta en 64 veces.
El dado de apuestas es más grande que los otros dados que lanzan los jugadores para mover sus fichas.

### Reglas generales de los torneos de backgammon
El enfrentamiento individual entre jugadores se suelen realizar en formato eliminatorias (playoff), de modo que cada ronda define quiénes serán los competidores que pasarán a la siguiente fase. En la fase clasificatoria se enfrentan las parejas en un número determinado de partidas. Luego de efectuadas estas, los jugadores con mejores resultados pasarán al siguiente nivel del torneo. Los perdedores de esta ronda clasificatoria no quedan fuera del certamen, sino que irán a una ronda de consolación donde se definirán los lugares menos importantes de la tabla de posiciones. En ciertos torneos de mayor duración, como sucede con el Campeonato Mundial de Backgammon, pueden desarrollarse más de una ronda de consolación.
Las partidas de campeonato se desarrollan a una cantidad de puntos la cual está determinada por los organizadores del torneo. Igual sucede con las rondas de consolación, pero en este caso, el número de puntos a alcanzar es menor. Durante cada enfrentamiento, el jugador que primero logre alcanzar la cantidad de puntos estipulada, se considera ganador. Los puntos de juego se obtienen de acuerdo al reglamento internacional del backgammon, o sea, 1 punto por cada juego simple, un gammon concede 2 puntos y el backgammon confiere 3 puntos.
En los torneos se aplica también la regla del cubo doblador, lo que permite al participante elevar la cantidad de puntos obtenidos en cada partida, ya que se multiplica el valor conseguido en el cubo doblador por los puntos ganados durante el juego.
Casi siempre en los torneos de backgammon la cantidad de puntos establecidos para ganar la partida es una cifra impar y se utiliza la Regla de Crawford que plantea que cuando cualquiera de los dos jugadores se sitúa a solo un punto de lograr el triunfo en la partida, se prohíbe a ambos hacer la propuesta de doblamiento en la siguiente jugada.
Una vez transcurrida esta jugada, si aún no se ha decidido el juego, se restablecen las reglas normales, o sea, que es posible valerse nuevamente del cubo doblador con lo que el jugador que marcha rezagado puede aprovechar esta oportunidad y alzarse como vencedor. Por último, los jugadores no reciben bonificación por puntos adicionales alcanzados durante cada juego, lo importante es llevarse la victoria y alcanzar la siguiente fase, por lo tanto el número de puntos acumulados no es determinante.

## Software

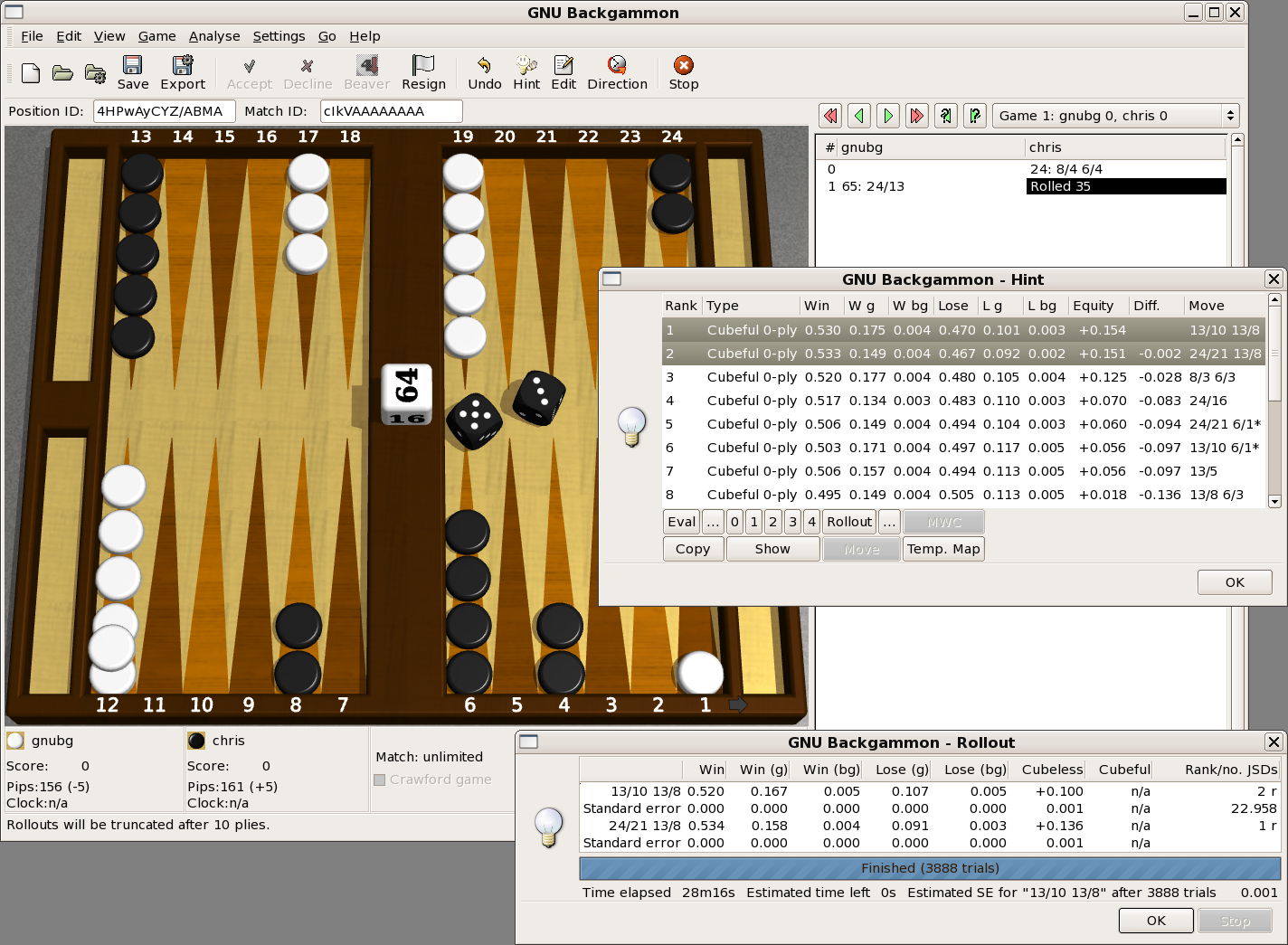
Una imagen de GNU Backgammon, mostrando una evaluación y detalles de los posibles movimientos.

Se han creado numerosos programas para simular el juego. Algunos de los más potentes son Snowie y Jellyfish (ambos descontinuados pero mantienen la posibilidad de seguir usándose) o GNUBG (este último disponible como software libre). Muchos sistemas incluyen entre sus características la opción de analizar a través del programa todos los movimientos posibles con el lanzamiento que se obtuvo y cual es el que maximiza nuestra probabilidad de victoria.

## Variantes del backgammon
Hay muchas variantes de las reglas del backgammon normal. Algunos se juegan primordialmente a lo largo de una región geográfica 
y otros agregan tácticas nuevas elementales en el juego.
Hypergammon es una variante del backgammon en la cual los 2 jugadores solo tienen 3 fichas en el tablero, empiezan con una ficha en su punto 24,23 y 22 cada jugador.
Nackgammon es una variante inventada por Nick "Nack" Ballard con las mismas reglas que en el backgammon normal excepto en la posición inicial: se empieza con 2 fichas en los puntos 23 y 24 de cada jugador, 4 en el punto 13, 3 fichas en el punto 8 y 4 fichas en el punto 6.
Trigammon,  es una variante del backgammon. En esta variación, los jugadores comienzan con tres fichas en cada una de las casillas tradicionales, más tres fichas en la posición número 9.
Tapa, variante macedonia del backgammon.
AceDucy es variante del backgammon donde se coloca afuera a cada lado de los jugadores todas las fichas, el objetivo es meterlas al tablero lanzando los dados. Al sacar 2 y 1, es el tiro especial, se juega ese movimiento, luego se repite con el doble deseado y se lanza de nuevo hasta máximo 3 veces en total. Las fichas se encuentran en algún momento y se va jugando hasta sacarlas todas. Al comer una ficha esta se saca fuera del tablero como al inicio y se sigue jugando como al inicio, introduciéndola con los dados al tablero.
Perseguido es otra variante del backgammon donde se colocan frente a frente cada jugador y se deben sacar las fichas. En algún momento cada jugador tiene atrás las fichas del contrario, y debe protegerse hasta sacarlas. Al comer una ficha esta se saca fuera del tablero como al inicio y se sigue jugando como al inicio, introduciéndola con los dados al tablero.
Abak Evolution es una variante moderna del backgammon que agrega clases de soldados al juego original, cada una con sus propias características y comportamiento único. Se mantienen las mismas reglas del juego original, pero al añadir 5 clases de soldados que poseen diferentes atributos lo vuelve más complejo y estratégico. Estas clases son: Guardia, que es más poderoso que las otras fichas (se necesitan de 2 normales para capturarlo); El general, que se mueve hacia adelante y hacia atrás; El Druida: atrapa y retiene en vez de capturar; Herido Par: solo se mueve dados con números pares; Herido Impar: solo se mueve dados con números impares; Además existe el peón, que corresponde a las fichas normales del backgammon. Esta variante fue creada en Chile por Samy Garib.